# أوسكار ألفارو
أوسكار ألفارو (بالإسبانية: Óscar Alfaro Saavedra) هو لاعب كرة قدم تشيلي، ولد في 1904 في کیوتا في تشيلي، وتوفي في 1939. لعب مع سانتياغو واندررز.

## وصلات خارجية
- أوسكار ألفارو على موقع قاعدة بيانات كرة القدم.إي يو (الإنجليزية)
- أوسكار ألفارو على موقع ناشيونال فوتبول تيمز (الإنجليزية)
- أوسكار ألفارو على موقع عالم كرة القدم.نت (الإنجليزية)
- أوسكار ألفارو على موقع أوليمبيديا (الإنجليزية)